# الکساندر کوژمیاچنکو
الکساندر کوژمیاچنکو (اوکراینی: Кожем'яченко Олександр Вікторович؛ زادهٔ ۲۹ دسامبر ۱۹۷۸) بازیکن فوتبال اهل اوکراین است.